# Impacto cultural de Taylor Swift

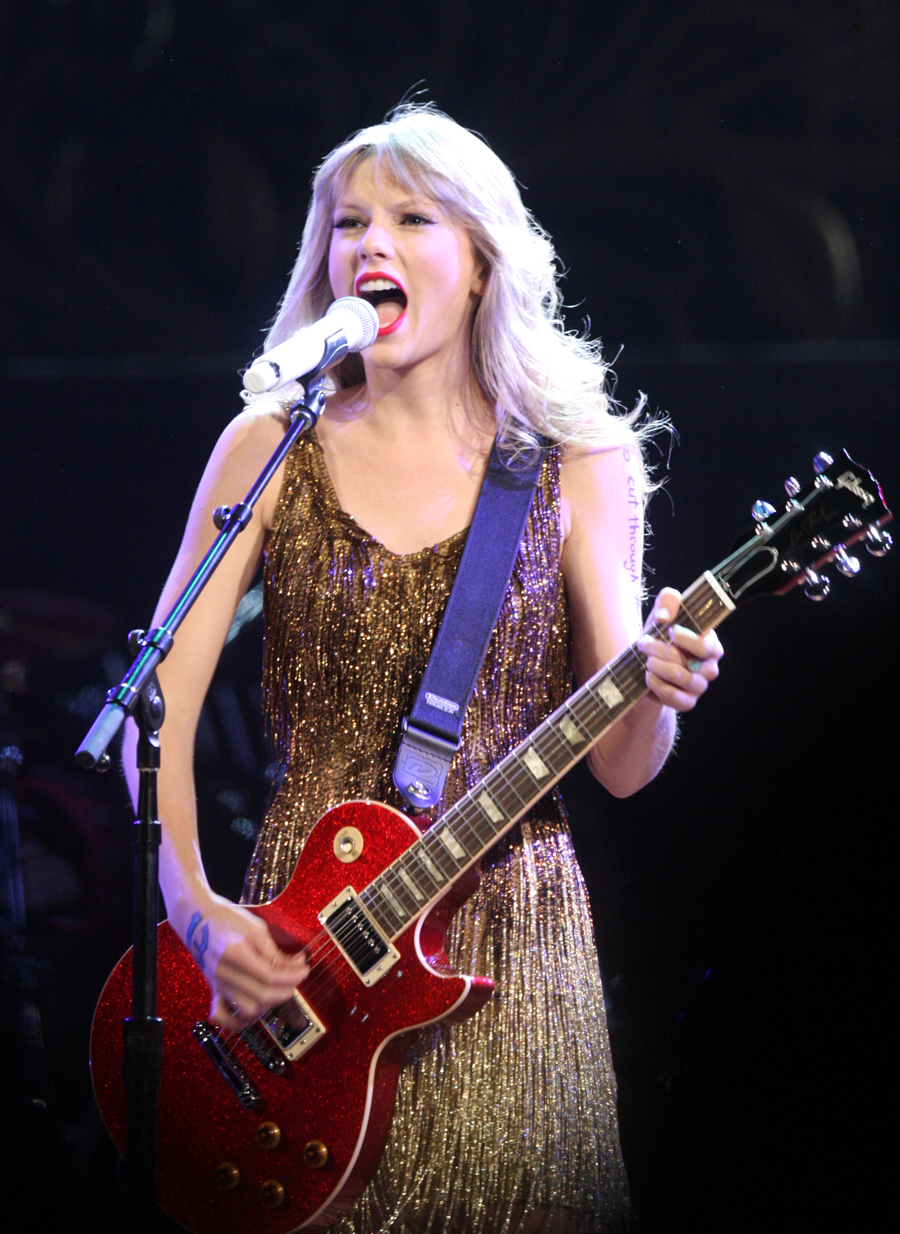
Taylor Swift (foto) é apontada por inúmeras publicações acadêmicas e jornalísticas como a musicista mais influente do século XXI.

O impacto cultural de Taylor Swift, musicista estadunidense, é notado por especialistas na indústria fonográfica, assim como sua influência por meio de suas opiniões e ações — da qual os veículos midiáticos denominam de "o efeito Taylor Swift". Aos 16 anos, fez sua estreia como cantora e compositora independente, ao longo de sua carreira conquistou o sucesso e a fama mundial, sendo também considerada considerada um ícone cultural.
Swift é conhecida por suas composições narrativas e também devido à sua sonoridade versátil, além de seu empreendedorismo. Inicialmente, destacou-se na música country e gradualmente explorou outros gêneros, como o pop, rock alternativo, indie folk e estilos eletrônicos. Em várias resenhas críticas, também é ressaltado o sucesso das obras de Swift nas paradas musicais, assim como a aclamação da crítica e o apoio constante de seus seguidores. Especialistas consideram o sucesso comercial da cantora como "não convencional" em virtude dos altos números de vendas de álbuns físicos e digitais, além dos lucros de suas turnês. Por conta disso, foi-lhe atribuído o apelido honorário de "A Indústria da Música".
Durante sua carreira, Swift utilizou as mídias sociais para destacar e criticar questões sociais entorno da indústria fonográfica, motivando alterações nas políticas de empresas como Spotify, Apple Music, Ticketmaster, e também sobre a conscientização de propriedade intelectual, masters, sexismo e racismo. Especialistas exemplificam a predominância de Swift na cultura popular por causa da sua integridade artística, estratégias de marketing e a relação sociológica entre fãs e haters. A cantora também é citada e representada nos meios de comunicação social, como livros, filmes e na televisão.